# پیتر برناوئر
پیتر برناوئر (انگلیسی: Peter Bernauer؛ زادهٔ ۱۰ سپتامبر ۱۹۶۵) بازیکن فوتبال اهل آلمان است.
از باشگاه‌هایی که در آن بازی کرده‌است می‌توان به باشگاه فوتبال بازل اشاره کرد.